# Opisthothelae
Clade
Les Opisthothelae forment un clade d'araignées qui est parfois considéré comme un sous-ordre.
Il rassemble les sous-ordres des Mygalomorphae et des Araneomorphae soit 99,9 % des araignées connues.
Phylogénétiquement il est le groupe frère des Mesothelae.
```
o 
Araneae

├─o 
Mesothelae

└─o 
Opisthothelae

  ├─o 
Mygalomorphae

  └─o 
Araneomorphae
```